# Saint-Ouen-en-Brie
Saint-Ouen-en-Brie [sɛ̃t‿wɛ̃ ɑ̃ bʁi] ist ein Dorf und eine Gemeinde mit 833 Einwohnern (Stand 1. Januar 2022) im  französischen Département Seine-et-Marne in der Region Île-de-France. Das Gemeindegebiet wird vom Fluss Almont durchquert. Der Ort in der Brie ist über die Departementsstraße D 29 zu erreichen.

## Sehenswürdigkeiten
siehe auch: Liste der Monuments historiques in Saint-Ouen-en-Brie
- Kirche Saint-Ouen, erbaut ab dem 13. Jahrhundert
- Turm aus dem 13. Jahrhundert

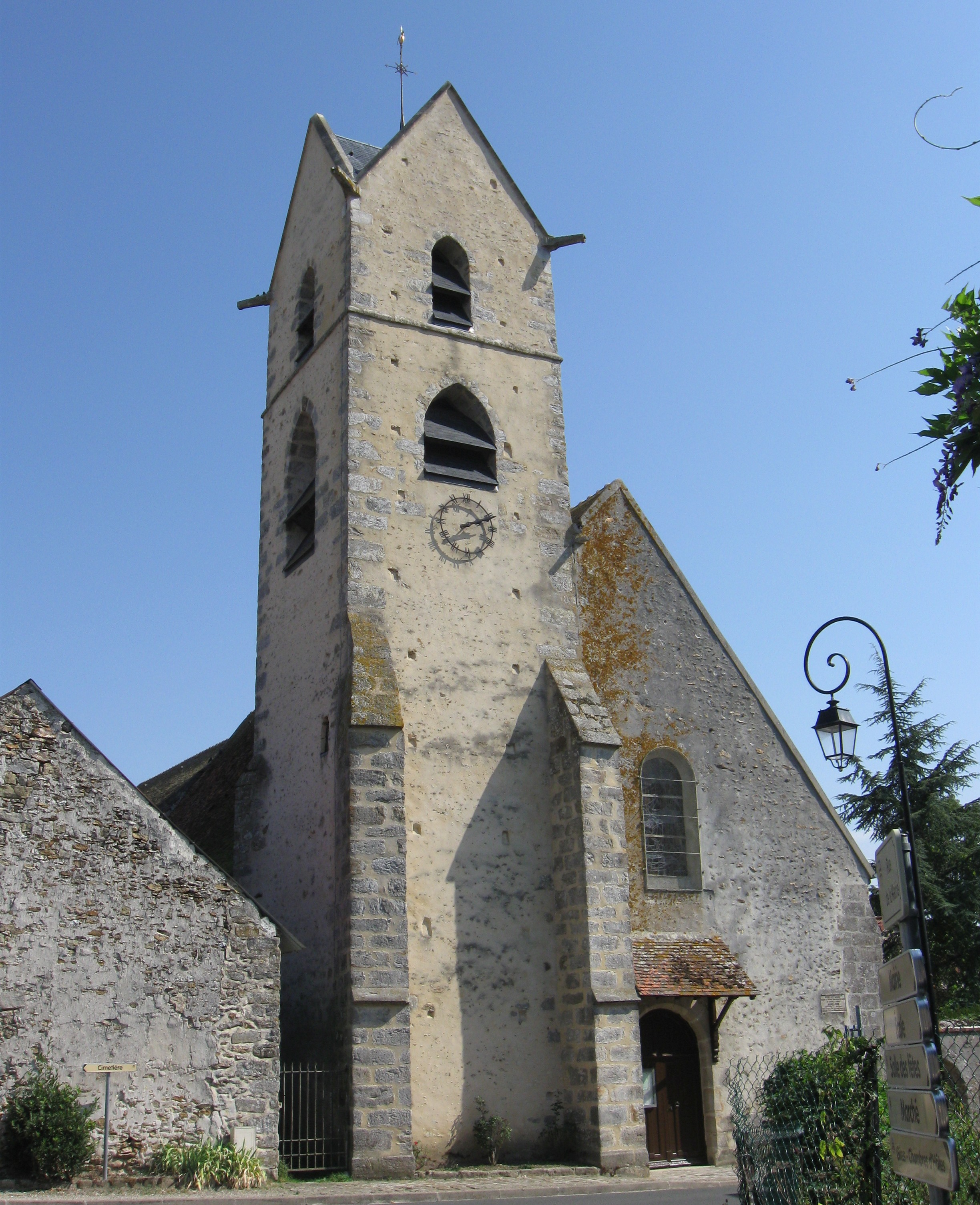
Kirche
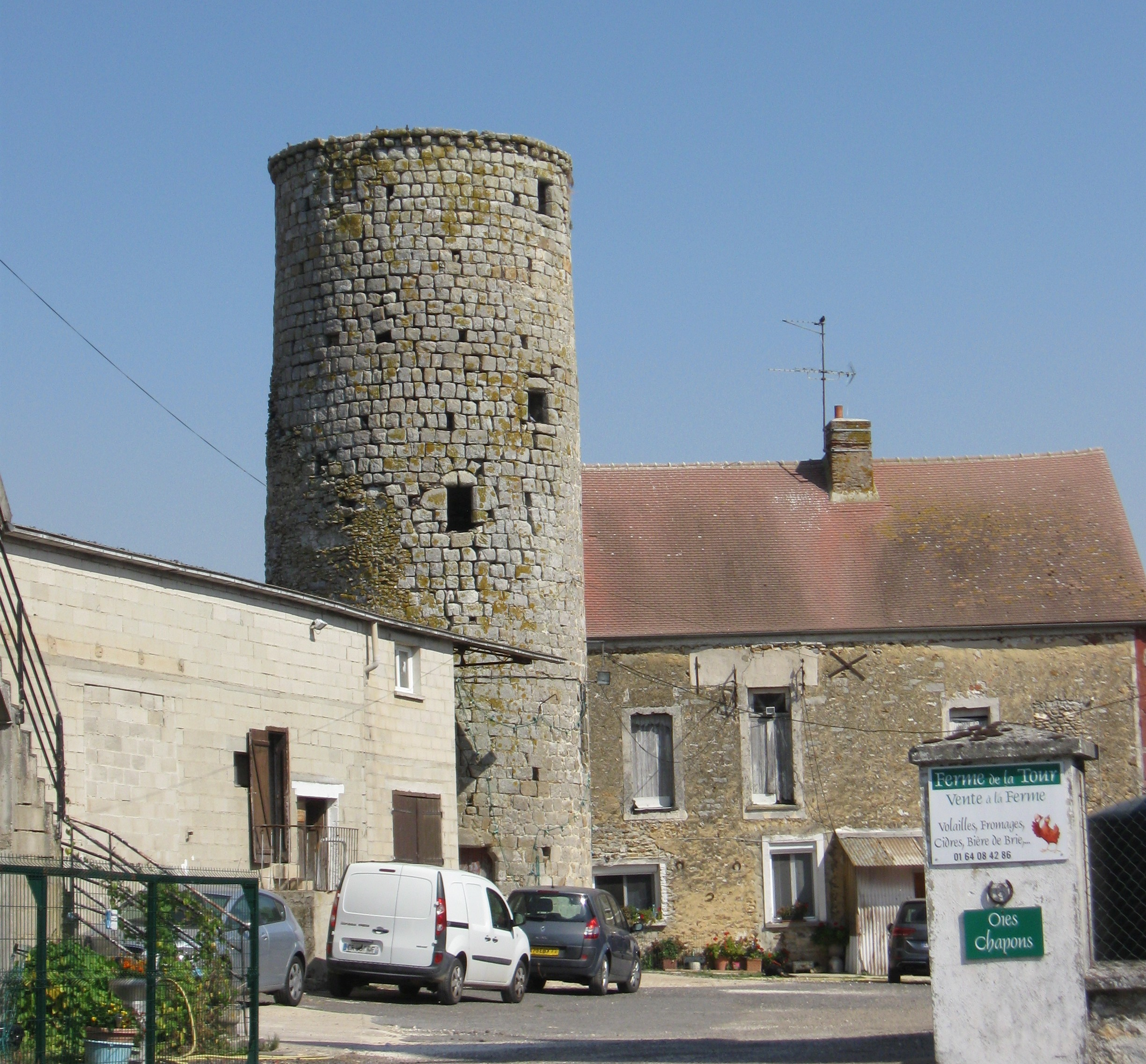
Turm aus dem 13. Jahrhundert